# Breda variolosa
Breda variolosa là một loài nhện trong họ Salticidae.
Loài này thuộc chi Breda. Breda variolosa được Eugène Simon miêu tả năm 1901.